# Peso Independiente
El peso Independiente fue la primera moneda acuñada en Chile luego de afianzada la independencia, con la victoria del Ejército de los Andes en la batalla de Chacabuco, y la primera que llevó los nuevos símbolos republicanos. De valor facial de un peso u ocho reales, se acuñó en plata desde 1817 a 1834.

## Antecedentes
La victoria del Ejército Libertador el 12 de febrero de 1817 en la batalla de Chacabuco trajo consigo la desarticulación del poder imperial español en la mayor parte del territorio chileno. Con esto, las nuevas autoridades encabezadas por Bernardo O'Higgins ordenaron distintas medidas para dotar de identidad a la nueva nación, como el reemplazo de la imagen en las monedas del soberano y escudo español por la acuñación de los símbolos de la nueva república.
Como O'Higgins se encontraba ubicado en la ciudad de Concepción, fue reemplazado de forma interina por el coronel Hilarión de la Quintana, quien promulgó el 9 de junio de 1817, por orden de O'Higgins, un bando en el que definía el diseño de la nueva moneda de plata de un peso. Como no se hizo ninguna mención a la ley, peso y denominaciones de las piezas, se supuso que se seguiría utilizando el sistema colonial de moneda, con las mismas características aprobadas por las antiguas ordenanzas reales. En este sistema, de carácter bimetálico, las monedas de oro se continuaron denominando escudos, y las monedas de plata reales.

## Diseño

Segundo escudo de Chile, con la columna de la libertad.

El bando de Hilarión de la Quintana dispuso que la moneda de plata llevaría en su anverso el escudo nacional, la inscripción libertad unión y fuerza, y el año de acuñación. El escudo consistía en el símbolo de la columna, relacionado con el concepto del árbol de la libertad presente en la guerra de Independencia de los Estados Unidos y en la Revolución francesa, y que representaba a la libertad y su permanencia. La columna se encontraba coronada con un globo terráqueo iluminado por la luz de una estrella, lo que representaba un elemento de progreso y desarrollo, en contraposición de la oscuridad de la época colonial. Estos símbolos ya se encontraban en el primer escudo de Chile, utilizado en 1812 por el primer gobierno patriótico de José Miguel Carrera, y que se mantuvo en el segundo escudo con un mayor énfasis en la columna de la libertad. La inscripción en el anverso de la moneda estaba en concordancia con las ideas independentistas, y representaban el nuevo orden. En esta cara de la pieza también aparecían las iniciales del grabador.
El diseño del reverso de la moneda, por clara influencia de O'Higgins, incluía un volcán en erupción como representación de la energía de la nueva nación, y el valor facial de un peso entre una corona de laureles. Esta guirnalda, figura constante en la numismática chilena, representaba el triunfo o fama debido al verdor perpetuo de sus hojas, que implicaban una victoria imperecedera. Un elemento central de la moneda es la enseña chile independiente, ubicada en el exergo superior, y que simbolizaba la soberanía y distinción frente al antiguo poder imperial. En la parte inferior del volcán, la palabra santiago hacía referencia al lugar de acuñación, la Casa de Moneda de dicha ciudad.
Todos los símbolos de la moneda representaban el deseo del gobierno de O'Higgins de establecer un repertorio alegórico republicano, cuyo objetivo respondía a la idea, con origen de la Ilustración europea, de un Estado que debía educar a sus habitantes para que adoptaran el nuevo orden, y dejaran atrás los siglos de dominación monárquica. El mismo diseño se utilizó para las monedas de plata de ½, 1 y 2 reales.

## Producción

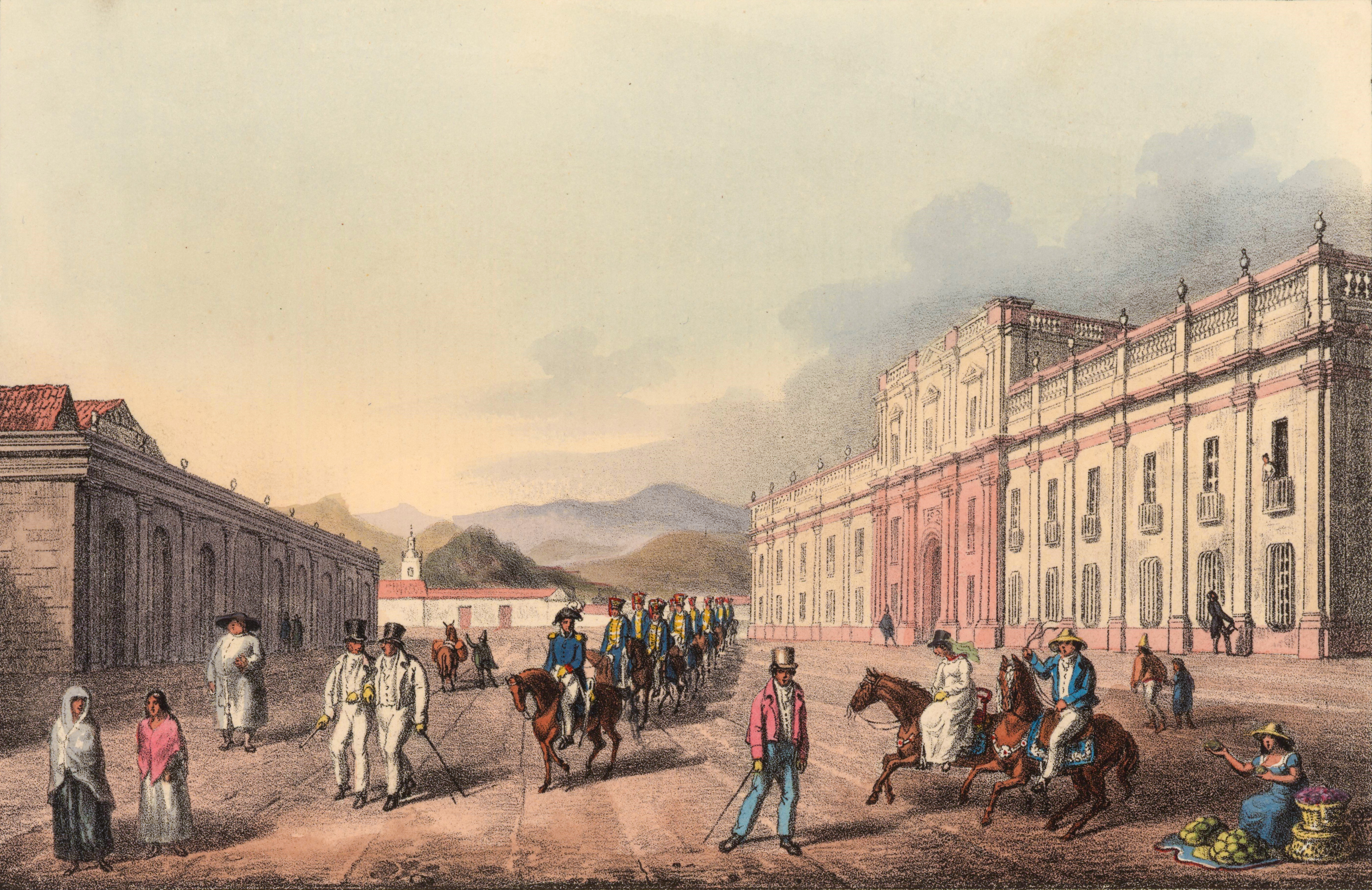
El palacio de La Moneda, sede de la Casa de Moneda de Santiago, en una litografía publicada en 1824.

La Casa de Moneda de Santiago —cuya sede se encontraba en el palacio de La Moneda— continuó como el lugar de acuñación de las monedas, con la misma tecnología que durante el período colonial, pero con varios cambios en sus funcionarios. El grabador o tallador mayor Ignacio Fernández Arrabal huyó hacia Lima luego del triunfo de las tropas patriotas, lo que generó problemas para la acuñación de monedas de oro con los nuevos símbolos independentistas, y que se siguieron acuñando hasta 1818 con la efigie del rey Fernando VIII. Por el mismo motivo, en el caso de las monedas de plata de ¼ de real o cuartillos, se continuaron acuñando con los emblemas de Castilla y de León.
Parte de las primeras monedas acuñadas en 1817 fueron entregadas por O'Higgins a José de San Martín, general del Ejército de los Andes, como medallas conmemorativas y premio para los que se distinguieron en el campo de batalla. Como estas primeras acuñaciones no contaban con las iniciales de los ensayadores, por lo que no se podía garantizar la autenticidad del metal, el autor Donato Torechio en su libro Hechos de Chile sostiene que no se pueden considerar como monedas en sí.
En 1819 la fragata Carmen se convirtió en la primera nave chilena en zarpar con destino transoceánico, cuando largó velas desde Valparaíso hacia Calcuta, en la India británica, el 9 de noviembre. Llevaba consigo diversos productos, entre ellos monedas de peso Independiente. Durante su estadía en las islas Sandwich la tripulación adquirió víveres frescos, pagados en parte con las monedas. Cuando llegaron a Singapur, el gobernador británico de la isla solicitó en préstamo 6000 pesos al capitán de la Carmen para el pago de su tropa, por lo que por segunda vez dejaron monedas de peso Independiente.
A partir de 1820 el diseño de la estrella ubicada arriba de la columna cambió de seis puntas, a una de cinco, y al año siguiente se cambió el mapa del globo terráqueo por un mundo con una franja ecuatorial. Otros cambios incluyeron la forma y disposición del volcán.
La moneda de un peso Independiente comenzó a ser falsificada apenas entró en circulación, y sus características no causaban una buena impresión a la opinión pública, por lo que el superintendente de la Casa de Moneda José Santiago Portales comenzó una campaña para diseñar una nueva moneda. El peso Independiente fue reemplazado por la moneda de ocho reales denominada «cóndor rompiendo cadenas», cuando el 24 de octubre de 1834, bajo el gobierno de Joaquín Prieto, se promulgó una ley que modificó el diseño de las monedas que circulaban en Chile.